# Machy (1202 m)
Machy (słow. Machy, 1202 m) – wznoszący się nad Zubercem szczyt, który według słowackiej regionalizacji należy do Skoruszyńskich Wierchów.
Machy znajdują się w grzbiecie pomiędzy szczytami Mních (1110 m) i Kopec (1251 m), od którego oddziela je przełęcz Prieková. Stoki południowo-wschodnie opadają do Kotliny Zuberskiej i są w dużym stopniu bezleśne. Spływa z nich bardzo gęsta sieć potoków łączących się w potok Milotynka uchodzący w Zubercu do Zuberskiej Wody. W północno-zachodnim kierunku od wierzchołka Machów ciągnie się boczny grzbiet opadający do dolin potoków Mrzký potok i Malý potok. Grzbiet ten obecnie jest zalesiony, dawniej jednak i na nim były polany. Już zarosły lasem, ale na zdjęciach mapy satelitarnej można je jeszcze rozróżnić. Głównym grzbietem biegnie szlak turystyczny.

## Szlaki turystyczne
czerwony: Oravský Biely Potok – Mních – Machy – Prieková – Kopec – Małe Borowe